# Vanellus
Genre
Vanellus est un genre d'oiseaux de la famille des Charadriidae. Il est constitué de 23 espèces existantes de vanneaux.

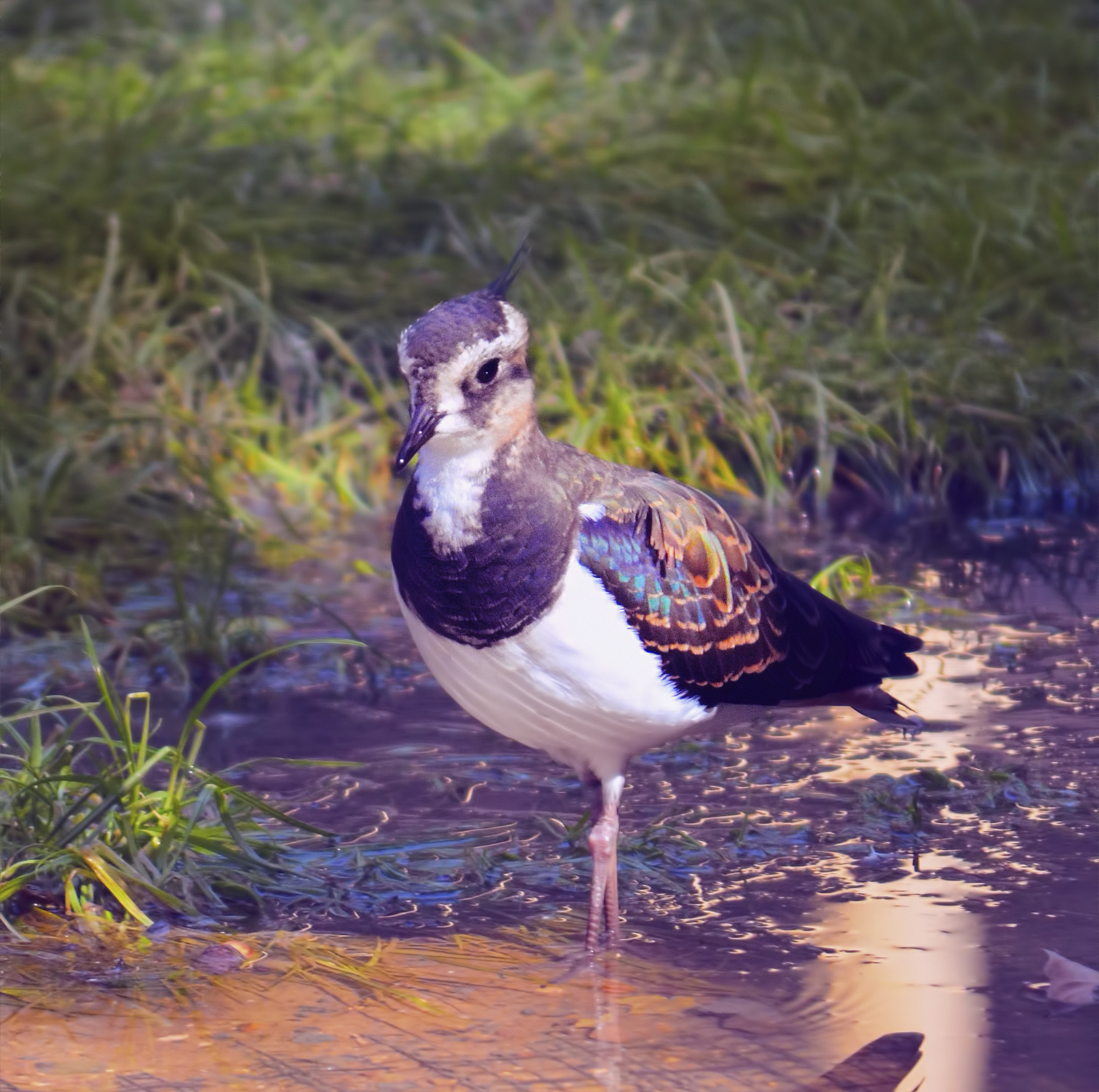
Vanneau huppé

## Position systématique
Initialement, le genre Vanellus ne comportait qu'une seule espèce, Vanellus vanellus. Les 23 autres étaient considérées comme appartenant à 18 ou 19 genres différents, souvent monospécifiques. Des analyses biochimiques (allozymes) et génétiques (hybridation de l'ADN) ont montré que toutes ces espèces pouvaient être regroupées dans ce seul genre.

## Synonymes
- Afribyx Mathews, 1913, Anomalophrys Sharpe, 1896, Antibyx Wolters, 1974, Belonopterus Reichenbach, 1852, Chettusia Bonaparte, 1838, Hemiparra Salvadori, 1865, Hoplopterus Bonaparte 1831, Lobibyx Heine & Reichenow, 1890, Lobipluvia Bonaparte, 1856 , Lobivanellus G. R. Gray, 1841, Microsarcops Sharpe, 1896, Ptiloscelys Bonaparte 1856, Rogibyx Mathews, 1913, Sarciophorus Strickland, 1841, Stephanibyx Reichenbach, 1852, Tylibyx Reichenbach, 1852-53, Vanellochettusia Brandt, 1852, Xiphidiopterus Reichenbach, 1852-53, Zonifer Sharpe, 1896

## Liste des espèces
D'après la classification de référence (version 14.1, 2024)de l'Union internationale des ornithologues, il y a 23 espèces (dont 1 éteinte) du genre Vanellus (ordre philogénique) :
- Vanellus vanellus (Linnaeus, 1758) – Vanneau huppé ;
- Vanellus crassirostris (Hartlaub, 1855) – Vanneau à ailes blanches ;
- Vanellus armatus (Burchell, 1822) – Vanneau armé ;
- Vanellus spinosus (Linnaeus, 1758) – Vanneau à éperons ;
- Vanellus duvaucelii (Lesson, RP, 1826) – Vanneau pie ;
- Vanellus malabaricus (Boddaert, 1783) – Vanneau de Malabar ;
- Vanellus tectus (Boddaert, 1783) – Vanneau à tête noire ;
- Vanellus albiceps Gould, 1834 – Vanneau à tête blanche ;
- Vanellus lugubris (Lesson, RP, 1826) – Vanneau terne ;
- Vanellus melanopterus (Cretzschmar, 1829) – Vanneau à ailes noires ;
- Vanellus coronatus (Boddaert, 1783) – Vanneau couronné ;
- Vanellus senegallus (Linnaeus, 1766) – Vanneau du Sénégal ;
- Vanellus melanocephalus( Rüppell, 1845) – Vanneau d'Abyssinie ;
- Vanellus superciliosus (Reichenow, 1886) – Vanneau à poitrine châtaine ;
- Vanellus cinereus (Blyth, 1842 – Vanneau à tête grise ;
- Vanellus indicus(Boddaert, 1783 – Vanneau indien ;
- †Vanellus macropterus (Wagler, 1827) – Vanneau hirondelle ;
- Vanellus tricolor (Vieillot, 1818) – Vanneau tricolore ;
- Vanellus miles (Boddaert, 1783) – Vanneau soldat ;
- Vanellus gregarius (Pallas, 1771) – Vanneau sociable ;
- Vanellus leucurus (Lichtenstein, MHC, 1823) – Vanneau à queue blanche ;
- Vanellus chilensis (Molina, 1782) – Vanneau téro ;
- Vanellus resplendens (Tschudi, 1843) – Vanneau des Andes.

## Chasse
En France, la tenderie aux vanneaux (mode de chasse) est pratiquée spécifiquement dans les Ardennes. Elle est jugée illégale par le Conseil d'État,.